# Thomas Friedli
Pour les articles homonymes, voir Friedli.
Thomas Friedli, né le 30 juin 1946 à Berne et mort accidentellement le 14 avril 2008 sur l'île de Madère, est un clarinettiste suisse de renommée internationale.

## Biographie
Après avoir suivi ses études musicales à Berne, Lausanne, chez Robert Kemblinsky, puis à Paris auprès de Jacques Lancelot, Thomas Friedli remporte en 1972 le premier prix de clarinette ainsi que le prix Ernest Ansermet du concours international d'exécution musicale de Genève, concours dont il présidera par ailleurs le jury en 2007. Entre 1971 et 1986, il est clarinettiste solo de l'Orchestre symphonique de Berne, et occupe par la suite le même poste au sein de l'Orchestre de chambre de Lausanne, après un bref passage à l'Orchestre de la Suisse romande. Musicien d'orchestre estimé, Thomas Friedli est aussi un talentueux soliste, faisant ses débuts sous la baguette de Charles Dutoit avec, au programme, des œuvres de Carl Nielsen, Igor Stravinsky et Aaron Copland. Il se produit avec succès aux festivals de Lucerne, Ibiza, Stresa, Echternach, Bratislava et autres, et accomplit plusieurs tournées en Amérique du Sud. Il se révèle également chambriste confirmé, se produisant notamment au festival de Gstaad avec Yehudi Menuhin et sa sœur Hephzibah.
En parallèle, il mène dès 1978 une classe de virtuosité au conservatoire de musique de Genève et donne régulièrement des cours de maître dans le monde entier. Il forme de nombreux jeunes clarinettistes tandis que de plus expérimentés viennent se perfectionner auprès de lui. 
Il a créé de nombreuses pièces de compositeurs suisses, tel le Beggar's concerto de Franz Tischhauser, dont il est le dédicataire, et a obtenu un disque d'or pour son enregistrement du Concerto pour clarinette de Mozart, qui fait figure de référence.

## Discographie
- Wolfgang Amadeus Mozart : Concerto pour clarinette en la majeur, KV. 622 (Claves)
- Alexander von Zemlinsky - Max Bruch : Trio en ré mineur, op. 3 ; Acht Stücke, op.83 (Claves)
- Johannes Brahms : Quintette pour clarinette op. 115 (Claves)
- Robert Schumann : Trois romances pour piano etc [à compléter] (Claves)
- Franz Krommer - Schnyder von Wartensee : Symphonie concertante op. 80 - Concerto pour deux clarinettes (Claves)